# Negrești (okręg Neamț)
Negrești – wieś w Rumunii, w okręgu Neamț, w gminie Negrești. W 2011 roku liczyła 1257 mieszkańców.